# Herkules (serial telewizyjny 2022)
Herkules – polski serial kryminalno-komediowy w reżyserii Bartosza Kruhlika, udostępniany na platformie VOD Player oraz emitowany na antenie TVN od 5 września do 24 października 2022. 

## Fabuła
Głównym bohaterem serialu był obdarzony analitycznym umysłem Herkules Nowak (Rafał Maćkowiak), który od lat bezskutecznie starał się zdać egzamin policyjny. We współpracy z emocjonalną policjantką Sylwią Mazur (Weronika Książkiewicz), której groziło przeniesienie do innego wydziału, rozwiązywali zagadki kryminalne.

## Obsada

### Role główne
- Rafał Maćkowiak jako Herkules Nowak
- Weronika Książkiewicz jako podkomisarz Sylwia Mazur
- Mirosław Haniszewski jako nadkomisarz Jacek Wojda

### Role drugoplanowe
- Mikołaj Chroboczek jako policjant Witek
- Tomira Kowalik jako Marianna Nowak, babcia Herkulesa
- Aleksandra Pisula jako prostytutka Asia
- Adam Bobik jako Marek Bobkowski
- Borys Bartłomiejczyk jako Herkules Nowak w młodości
- Dariusz Bronowicki jako Robert Bogusławski
- Magdalena Szczerbowska jako Ewa Wojda
- Grzegorz Wolf jako Andrzej Nowak, ojciec Herkulesa

## Emisja
| Seria | Seria | Sezon       | Odcinki | Premiera serii  | Finał serii          | Pora emisji         | Średnia oglądalność |
| ----- | ----- | ----------- | ------- | --------------- | -------------------- | ------------------- | ------------------- |
|       | 1.    | jesień 2022 | 1–8 (8) | 5 września 2022 | 24 października 2022 | poniedziałek, 21:35 | 905 940             |

## Produkcja
Zdjęcia do pierwszego sezonu serialu trwały od września 2021 do lutego 2022 i kręcone były w Warszawie i okolicach. Nagrano osiem odcinków trwających około 40 minut, których reżyserem był Bartosz Kruhlik.
W związku z zadowalającymi wynikami pierwszego sezonu, stacja TVN rozważała kontynuację serialu w postaci kolejnej serii.

## Odbiór
Serial zebrał głównie pochlebne opinie wśród recenzentów, zaś w trakcie emisji na antenie stacji telewizyjnej TVN był najchętniej oglądaną pozycją w grupie komercyjnej 16-49. W grupie ogólnej średnia trzech pierwszych odcinków wyniosła 861 tys. widzów. Cały sezon serialu obejrzało średnio 906 tys. oglądających, co stanowiło wzrost wyniku w porównaniu do analogicznego okresu rok wcześniej.